# Pleuropetalum
Pleuropetalum es un género de  fanerógamas  pertenecientes a la familia Amaranthaceae.  Comprende 8 especies descritas y de estas, solo 3 aceptadas.

## Descripción
Son arbustos o subarbustos, a veces lianoides, tallos erectos, escandentes o trepadores, ramificados, tallos y ramas glabros; plantas hermafroditas. Hojas alternas, ampliamente lanceoladas, más o menos abruptamente atenuadas en un ápice angosto, cuneadas o atenuadas en la base, angostamente decurrentes sobre el pecíolo, glabras; obviamente pecioladas. Inflorescencia un sistema de ramificación más o menos frecuentemente repetido, axilar, con muchas de las hojas modificadas, bracteiformes y abrazadoras, los racimos terminales en estas ramas y en el eje central, inflorescencias terminales en tallos y ramas, brácteas ampliamente lanceoladas, mucronadas en el ápice, glabras, cafés, bractéolas ampliamente ovadas o redondeado-triangulares, mucronadas en el ápice, semiamplexicaules en la base, glabras, cafés, en un pedículo alargado y conspicuo, cresta ausente, flor subsésil; tépalos 5, a veces 6, oblongos, ovados o suborbiculares, subiguales, obtusos en el ápice, libres en la base, delgados, membranáceos y translúcidos en el margen, 9–23-nervios, glabros, subcoriáceos, más cortos que la cápsula madura; estambres 5–8 (–9), filamentos angostamente lineares, más o menos gradualmente ensanchados en la base, unidos en una cúpula, muy delgados y membranáceos, cafés, lobos del filamento y pseudoestaminodios ausentes, anteras biloculares; ovario multiovulado, estilo corto e indefinido, estigma formando 4–6 ramas angostamente lineares o triangulares. Fruto una cápsula carnosa, partiéndose en pedazos o circuncísil, verde cuando inmadura, tornándose purpúrea o rojiza cuando madura, negruzca cuando seca; semillas lenticuladas o reniformes, finamente o apenas reticuladas, negro lustrosas, sin arilo; sólo las semillas con la parte superior de la cápsula caen en la madurez.

## Distribución y hábitat
Un género neotropical probablemente con 3 especies, distribuido desde el sur de México hasta Perú, 1 especie es endémica de las Islas Galápagos.

## Taxonomía
El género fue descrito por Joseph Dalton Hooker y publicado en London Journal of Botany 5: 108. 1846.

## Especies aceptadas
A continuación se brinda un listado de las especies del género Pleuropetalum aceptadas hasta octubre de 2011, ordenadas alfabéticamente. Para cada una se indica el nombre binomial seguido del autor, abreviado según las convenciones y usos.
- Pleuropetalum darwinii Hook. f.
- Pleuropetalum pleiogynum (Kuntze) Standl.
- Pleuropetalum sprucei (Hook.f.) Standl.